# Poul Erik Pedersen
 Ikke at forveksle med Poul Erik Petersen.
Poul Erik Pedersen (født 17. august 1947 i Spjellerup, død 21. december 2012 i Måløv) var en dansk økonom og administrerende direktør for METRO Cash & Carry Danmark. Fra 1995 var han formand for Dansk Handel & Service, som i 2007 fusionerede med HTSi til Dansk Erhverv, hvor han var formand indtil 2010.
Poul Erik Pedersen havde Højere Handelseksamen fra Niels Brock og var cand.polit. fra Københavns Universitet. Han arbejdede parallelt i Socialministeriet og som sekretariatsleder for Socialindkomstsekretariatet. Herefter var han afdelingsleder i FDB's personaleafdeling og kom siden til rederiet J. Lauritzen A/S som personalechef. Herfra skiftede han tilbage til FDB. Først som regionsdirektør på Fyn, senere som direktør for FDB Handel med ansvar for Brugsen-butikkerne. Poul Erik Pedersen etablerede under ansættelsen kæderne SuperBrugsen og Dagli'Brugsen. Han forlod FDB i 1993 og var siden  administrerende direktør for METRO Cash & Carry Danmark.
Poul Erik Pedersen var landsformand for Radikal Ungdom samt folketingskandidat for Det radikale Venstre i henholdsvis Hvidovre- og Helsingørkredsene, medlem af hovedbestyrelsen samt formand for Lyngbykredsen.
Han var medlem af Dansk Arbejdsgiverforenings forretningsudvalg og bestyrelse, Det Økonomiske Råd samt bestyrelsen for Foreningen til Unge Handelsmænds Uddannelse – FUHU, styrelsesrådet for Handelshøjskolen i København – CBS samt Globaliseringsrådet. Han var medlem af Funktionærpensions bestyrelse og af PFA's bestyrelse.
Privat var han siden 1988 gift med Birgit Storm og bosat i Vedbæk. Han var Ridder af 1. grad af Dannebrogordenen.
Poul Erik Pedersen er begravet ved Høsterkøb Kirke.